# 胡元义
胡元义（？—？），男，中国法学家，曾任国立西北大学教授，中华民国教育部部聘教授，同济大学法学院首任院长。